# Massiveloop
massiveloop（マッシブループ）は、α-stationで放送されていたラジオ番組である。
DJはKen Nishikawa（西川顕）。不在の際はayumixらが担当。

## 放送時間
- 1999年4月〜2001年 - 日曜22:00〜24:00
- 〜2003年3月 - 土曜25:00〜27:00
- 2003年4月〜2010年3月 - 日曜24:00〜26:00
- 2010年4月〜2011年3月26日 - 土曜23:00〜25:00

## 概要
1999年スタート。制作はE.A.U。全国的にも珍しい、2時間のオンエアタイムの大半でclub mixなどdance系が流れる番組。まず他局ではかかることのないHouse、Techno等を聴くことが出来る、貴重なプログラムであった。
前半は「Ministry of sound」制作のDJ mixが流れる。中盤〜後半は西川の選曲。西川のDJ mixが聴けるときもある。2008年3月まではラスト30分程に「MUSIC TIDE」というコーナー（Love FMなどでオンエアされている事実上の別番組）が入るため、実質90〜100分程度のオンエアタイムになっていた。
ときどき、謎の人物「DJ Hondoh」が登場するときがあった。
選曲は基本的に西川に任されるため、ときには誰も聴いたことないような民族音楽、ときには2ちゃんねる発祥のムネオハウスなど、他局では決して真似できない大胆な選曲でリスナーを驚かせた。
従って番組のHPでは毎週Playlistが掲載されていた。
一時期プレイリストが更新されていない時期があったが、番組HPがブログ形式に変わってからは更新が再開された。
また、同時にcyber massive（後述）のプレイリストも更新されるようになった。
ただときには、それすら「Unknown」の羅列になることもあった。

## コーナー
- Mission 1 Ministry MassiveDJ Session
- Mission 2 Paris
- Mission 3 Borderless

放送回よっては各コーナーが放送時間を拡大したり、あるいは休止することがあった。
なお、2008年3月までMission4 TOKIO Music file(概要にある通り、Love FM等で放送されていたMUSIC TIDEを放送するコーナー)が放送されていた。

## ネットラジオ
2002年12月〜2009年4月まで、α-stationのインターネットラジオ放送局であるkyo.fmにおいて、この番組の短縮版である「cyber massive」が放送されていたので、α-stationの聴取地域である関西地区以外でも聴くことが出来た。
放送開始当初は、TOKIO Music fileを除いた一部のコーナーを約1時間に編集し放送していたが、同コーナー終了後は放送時間が拡大され、CMを除いた全コーナーが放送されていた。
前述の通り2009年4月の放送分をもって更新は終了し、2009年6月をもってkyo.fmのサービスを全面的に終了した。